# Пётровский, Руфин

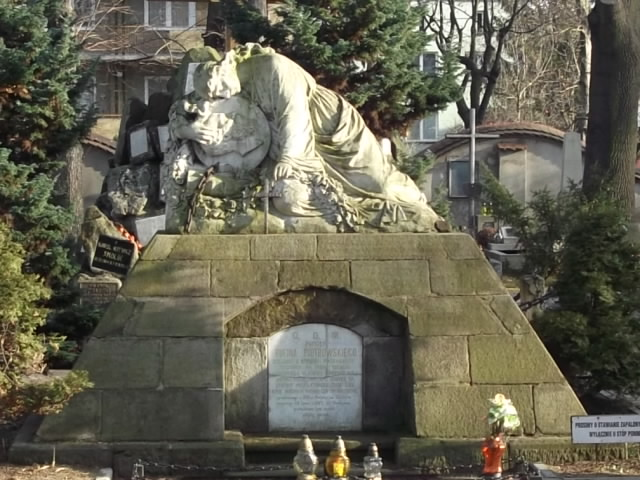
Могила Руфина Пётровского на Старом кладбище в Тарнуве

Ру́фин Пётровский (пол. Rufin Piotrowski; 28 января 1806 — 20 июля 1872, Тарнув) — польский общественный деятель, участник ноябрьского восстания, мемуарист.

## Биография
Во время ноябрьского восстания 1830 года Руфин Пётровский участвовал в сражении возле Остроленки и обороне Варшавы. В 1833—1835 годах был членом Польского демократического общества. В 1843 году участвовал в организации заговора в Каменец-Подольском. Был схвачен и направлен в киевскую тюрьму, затем приговорён к каторжным работам под Омском. В 1846 году бежал с каторги через Соликамск и Великий Устюг до Архангельска, откуда перебрался в Санкт-Петербург. Далее через Ригу он перебрался в Кенигсберг и затем — до Франции.
C 1851 года Руфин Пётровский преподавал в польских школах во Франции. Во время Крымской войны от имени Адама Ежи Чарторыйского сформировал казачий полк для турецкого султана.
В 1867 году возвратился на родину. Скончался 20 июля 1872 года в Тарнуве и был похоронен на Старом кладбище.

## Сочинения
В 1860—1861 года Руфин Пётровский издал мемуары под названием «Pamiętniki z pobytu na Syberyi», которые были переведены на европейские языки.